# 榷場
榷場，是宋、遼、金、元各朝代，於邊境設立的互市市場，各民族可以在此互通有無。明代也在西北邊境一些地方設立榷場，由官方管理，進行茶葉與馬匹的貿易。

## 榷場貿易
1. 存在宋與金或宋與西南民族之間，由政府管理，徵收榷稅（關子）。對於各政權統治者來說，它還有控制邊境貿易，提供經濟利益，以及安邊綏遠的作用。所以榷場的設置，常因各政權間政治關係的變化而興廢無常。
2. 中原及江南地區向北方輸出的主要是農產品及手工業製品，如糧食、茶葉、布帛、瓷器、漆器，以及海外香藥之類。遼、金、夏地區輸往南方的大宗商品則有牲畜、皮革、藥材、珠玉、青白鹽等。互市商品種類的不同反映了南北方各自生產發展水平及其特點。
3. 受官方嚴格控制。官府有貿易優先權。榷場領轄於所在地區的監司及州軍長吏，又另設專官，稽查貨物，徵收商稅。榷場商稅是官府一筆不小的財政收入。